# کنسانتره امولسیفیابل
کنسانتره امولسیفیابل از اضافه نمودن یک ماده امولسیفایر (که باعث پایداری امولسیون می‌شود) به محلول کنسانتره به دست می‌آید.
امولسیون از مخلوط نمودن کنسانتره امولسیفیابل با آب به دست می‌آید.